# Arreglo de partidos en el tenis
El tema del arreglo de partidos en el tenis es un problema constante. Reportado por primera vez por The Sunday Telegraph en 2003, una organización llamada Unidad de Integridad del Tenis se creó en 2008 luego de una investigación sobre el problema. En 2011, Daniel Köllerer se convirtió en el primer jugador en recibir una suspensión de por vida del deporte debido al amaño de partidos. Más tarde ese año, los organizadores del torneo de Wimbledon recibieron una lista de personas sospechosas de estar involucradas en el problema. En 2016, la BBC informó sobre "evidencia generalizada de sospechas de amaño de partidos en el nivel más alto del tenis mundial, incluso en Wimbledon", y en febrero de 2019, la BBC dijo que el tenis era un "deporte plagado de corrupción".
En 2021, los órganos rectores internacionales del tenis profesional establecieron la Agencia Internacional de Integridad del Tenis como un paso más para combatir la corrupción en el deporte.

## Ejemplos
- En 2003, el periódico The Sunday Telegraph de Londres publicó un artículo de primera plana titulado "Tenistas organizan partidos para obtener ganancias financieras". Sus investigaciones incluyeron referencias a numerosos partidos, incluido uno que involucró a un jugador clasificado entre los 10 primeros. Como resultado de las investigaciones del Telegraph, la casa de apuestas por internet Betfair anunció que firmó un memorando de entendimiento con la Asociación de Tenistas Profesionales (ATP).[1]
- En 2007, el tenista francés Arnaud Clément afirmó que le ofrecieron un soborno para arreglar un partido, que rechazó, pero agregó: "No diré dónde ni en qué circunstancias". Clément temía que divulgar más detalles sobre el soborno tuviera consecuencias negativas en su carrera.[8]
- En 2008, la ATP absolvió al tenista ruso Nikolai Davydenko de las acusaciones de que arregló un partido contra Martín Vassallo Argüello en Polonia en 2007.[9] En 2016, una investigación descubrió que se colocaron varios millones de dólares en el partido desde cuentas con sede en Rusia. Los archivos filtrados a los investigadores conjuntos de BuzzFeed y BBC encontraron 82 casos en los que Davydenko había enviado o recibido mensajes de texto del presunto jefe de un sindicato italiano de apuestas deportivas.[10]
- En enero de 2016, una investigación conjunta de BuzzFeed y la BBC informó sobre supuestos amaños de partidos generalizados, que involucraban a sindicatos de apuestas del norte de Italia, Sicilia y Rusia, que incluían apuestas sospechosas en torneos importantes como Wimbledon. Los reporteros examinaron incidentes de apuestas en un total de 26.000 partidos.[11]
- En junio de 2018, el tenista argentino Nicolás Kicker fue suspendido del deporte durante al menos tres años por amaño de partidos. Según una investigación realizada por la Unidad de Integridad del Tenis, Kicker participó a sabiendas en al menos dos partidos amañados en 2015. El fallo prohíbe que Kicker compita o asista a un partido de tenis sancionado.[12]
- En julio de 2018, el tenista egipcio Karim Hossam recibió una suspensión de por vida por arreglo de partidos.[13]
- En agosto de 2019, el tenista egipcio Issam Haitham Taweel fue suspendido por cinco años por amaño de partidos y otros delitos de corrupción.[14]
- En septiembre de 2019, el tenista brasileño Diego Matos recibió una suspensión de por vida por arreglo de partidos.[15]
- En mayo de 2020, el tenista egipcio Youssef Hossam recibió una suspensión de por vida por arreglo de partidos, como lo había hecho su hermano Karim dos años antes.[16]
- En junio de 2021, la tenista rusa Yana Sizikova fue arrestada en Roland Garros después de su derrota en la primera ronda de dobles del Abierto de Francia, en medio de una investigación de amaño de partidos del torneo del año anterior.[17] La oficina del fiscal dijo que su arresto fue por "soborno deportivo y fraude organizado por actos que probablemente se cometieron en septiembre de 2020".[18] El caso fue abierto por una unidad de la policía francesa especializada en apuestas fraudulentas y amaño de partidos, y se centró en las sospechas sobre un partido en Roland Garros.[18]